# Creu al Mèrit de Guerra (Alemanya)
La Creu del Mèrit de Guerra (alemany: Kriegsverdienstkreuz) va ser una condecoració de l'Alemanya Nazi durant la Segona Guerra Mundial, que podia ser concedida tant a civils com a militars. El Bundeswehr va permetre que es lluís a partir de 1957 en una versió desnazificada.

## Història
El 18 d'octubre de 1939, aniversari de la victòria alemanya sobre Napoleó a Leipzig Hitler instituí la Creu al Mèrit de Guerra. Durant els sis anys següents s'emprà per reconèixer qualsevol mena de contribució imaginable a l'esforç de guerra, convertint-se en la condecoració alemanya més distribuïda (se n'arribaren a distribuir més de 10 milions comptant tots els graus). Els soldats del front tendien a tenir-la en un baix concepte; referint-se als seus posseïdors com que estaven en "preparació per a la Creu de Ferro".
La seva concessió arribà a cotes tan exagerades que el 20% d'una empresa col·laboradora en l'esforç de guerra havien estat condecorats amb la Creu al Mèrit de Guerra, de manera que la mateixa empresa va ser condecorada amb la Medalla de 1a classe; permetent que lluís la versió en plata a la seva bandera del DAF. El receptor més jove va ser un nen de 10 anys, membre de les Joventuts Hitlerianes, per l'assistència que realitzà durant un atac aeri sobre Dortmund.
La Creu de Cavaller de la Creu al Mèrit de Guerra estava situada per damunt de la Creu Alemanya en plata, però darrera de la Creu de Cavaller de la Creu de Ferro. Es realitzaren 118 concessions de la Creu de Cavaller amb Espases; i 137 Sense Espases. Considerant la relativa raresa de la concessió comparada amb els graus de la Creu de Cavaller de la Creu de Ferro té un motiu: el Reichsmarschall Hermann Göring va intentar que Hitler el condecorés, amb el consegüent disgust de Hitler. En resposta, Hitler dissenyà una sèrie de criteris relatius a la concessió de la medalla i la filosofia que no havia de ser concedida als camarades preeminents del Partit; denegant les concessions al Gauleiter Erich Koch i al Secretari d'Estat Karl Hanke. Dirigint-se directament a Göring, Hitler ordenà que calia acabar amb aquests intents d'aconseguir la condecoració. Així, el fet que no ser gaire atorgada li donà un "aire d'exclusivitat" que realment no mereixia, car es trobava a un nivell inferior que la Creu de Cavaller de la Creu de Ferro.
Habitualment, la seva concessió era quatre vegades a l'any: el 30 de gener, assumpció dels nazis al poder; el 20 d'abril, aniversari de Hitler; l'1 de maig, dia del treball i l'1 de setembre; data de l'esclat de la II Guerra Mundial.
La distribució de les Creus de Cavaller de la Creu del Mèrit de Guerra entre els diferents serveis va ser com segueix:
| Nombre | Servei                                         |
| ------ | ---------------------------------------------- |
| 53     | Indústries d'armament i de producció de guerra |
| 43     | Heer                                           |
| 21     | Servei ferroviari                              |
| 13     | Producció agrícola                             |
| 11     | Waffen-SS                                      |
| 11     | Kriegsmarine                                   |
| 9      | Luftwaffe                                      |
| 7      | Ministeri d'Exteriors                          |
| 7      | Ministeri de Transport                         |
| 7      | Ministeri dels Territoris Orientals Ocupats    |
| 6      | Alt Comandament de la Wehrmacht                |
| 6      | Organització Todt                              |
| 6      | Policia i Serveis de Seguretat                 |
| 6      | Marina mercant                                 |
| 5      | Servei Laboral del Reich                       |
| 5      | Ciència i educació                             |
| 5      | Servei postal                                  |
| 5      | NSDAP, NSKK i HJ                               |
| 3      | Ministeri del Treball                          |
| 1      | Ministeri d'Economia                           |

### La concessió col·lectiva
Totes les empreses del Reich podien rebre de forma particular la Creu al Mèrit de Guerra. Era l'anomenada "Creu al Mèrit de Guerra per Estandards". A petició del Robert Ley i d'Albert Speer, es creà la medalla per ser atorgada en reconeixement dels serveis distingits i un desenvolupament exemplar de la comunitat en el context de la guerra. A partir d'aquell moment, la bandera del DAF podia lluir la Creu del Mèrit de Guerra (Sense Espases). A inicis de maig de 1942 s'atorgà per primera vegada, concedint-se a 19 empreses pel seu exemplar comportament en la producció de guerra alemanya.
La condecoració era esglaonada:
- Reconeixement inicial
- Segon reconeixement per augmentar la qualitat i quantitat

Bandera de Plata del DAF
Bandera d'Or del DAF

- Bandera de Plata del DAF
- Bandera d'Or del DAF

### Després de la II Guerra Mundial

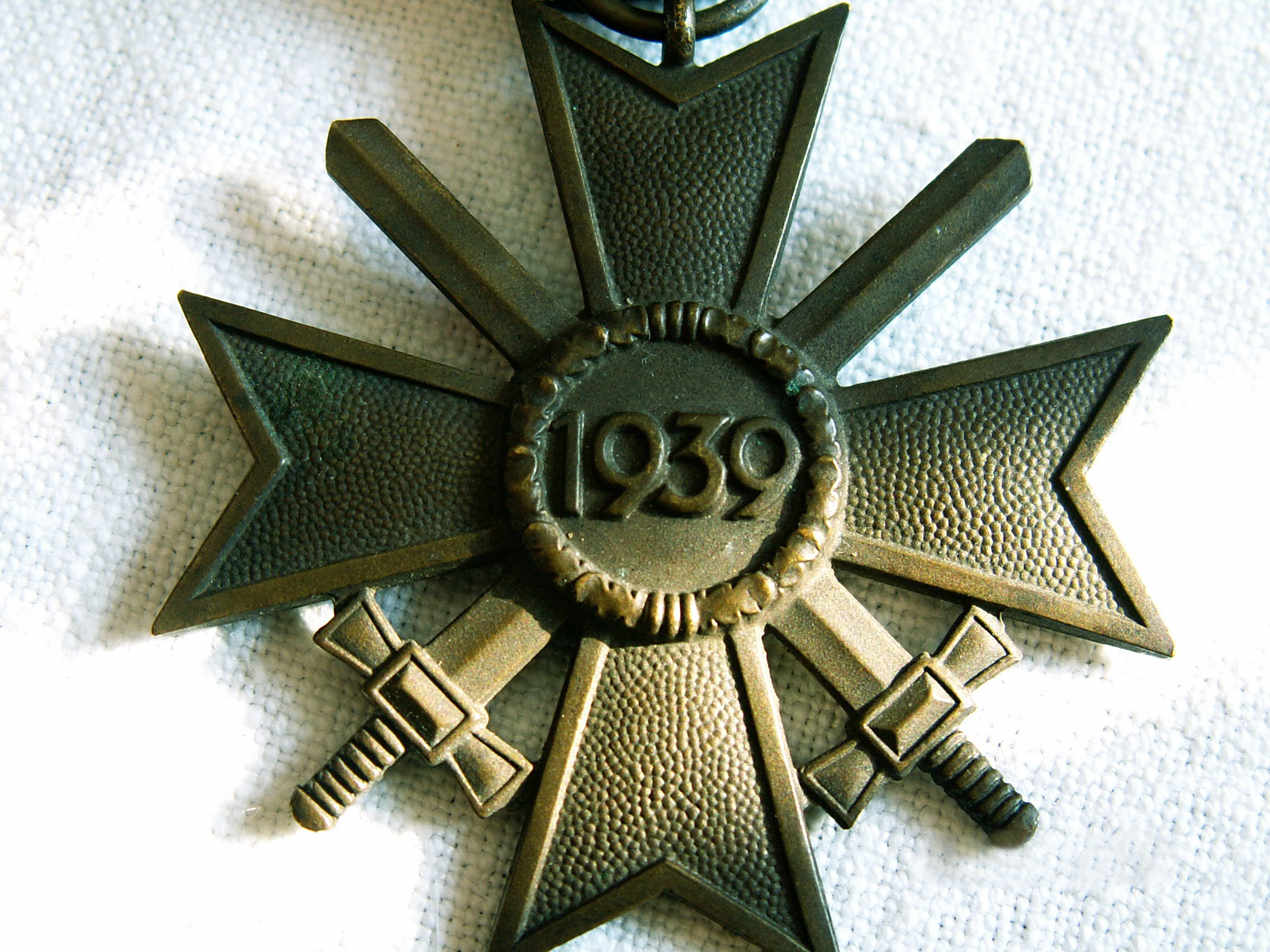
La versió desnazificada de la Creu al Mèrit de Guerra de 1a Classe amb Espases

Després de la II Guerra Mundial es prohibí lluir qualsevol condecoració de l'època nazi, així com qualsevol exhibició de l'esvàstica. El 1957, el govern de la República Federal d'Alemanya autoritzà que es pogués lluir una versió alternativa "desnazificada" de les condecoracions de la II Guerra Mundial. Aquestes es podien lluir tant sobre l'uniforme del Bundeswehr com sobre la roba civil.
A la nova versió de la Creu al Mèrit de Guerra l'esvàstica que apareixia al disc central de l'anvers de la creu quedava substituïda per la data "1939"; mentre que el revers quedava pla. Pel seu costat, a la República Democràtica Alemanya es mantingué la prohibició de lluir qualsevol medalla de l'època nazi (en qualsevol forma) fins a la reunificació alemanya de 1990.

## Classes

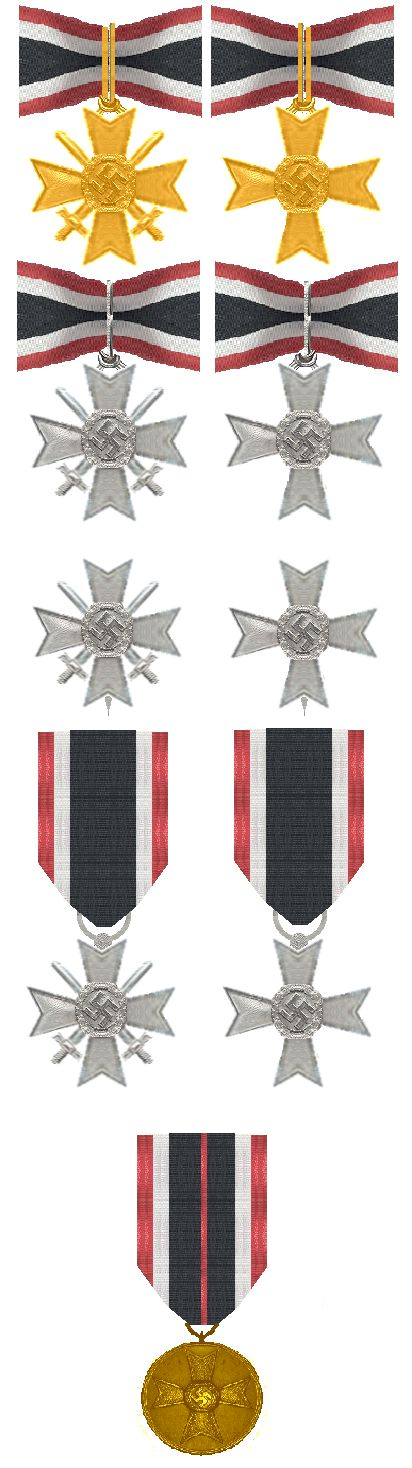
Les diferents classes de la Creu del Mèrit de Guerra

Aquesta condecoració va ser creada per Adolf Hitler el 1939 com a successora de la Creu de Ferro atorgada als no-combatents com s'havia fet en altres guerres (la mateixa medalla però amb un galó diferent). La medalla es constituí igual que la Creu de Ferro:
- Creu al Mèrit de Guerra de 2a classe
- Creu al Mèrit de Guerra de 1a classe
- Creu de Cavaller de la Creu al Mèrit de Guerra

El 19 d'agost de 1940 es creà una nova classe, inferior a la 2a, simplement anomenada Medalla al Mèrit de Guerra (alemany:Kriegsverdienstmedaille), per atorgar-la als civils per tal de retallar la gran quantitat de medalles de 2a classe sense espases que s'estaven concedint. Era habitualment concedida als treballadors de les fàbriques que excedien de manera significativa les quotes de treball.  Era concedida a alemanys i no-alemanys, així com a homes i dones. S'estimà que es concediren 4,9 milions de medalles durant la guerra.
A suggeriment d'Albert Speer es creà un nou grau: la Creu de Cavaller de la Creu al Mèrit de Guerra en Or, però mai no arribà a entrar a la llista de les condecoracions nacionals, car es va crear el 1945 i no va haver temps per promulgar oficialment la distinció abans que finalitzés la guerra. La Creu de Cavaller de la Creu al Mèrit de Guerra en Or (sense espases) va ser atorgada nominalment el 20 d'abril de 1945 a dues persones: Franz Hahne i Karl-Otto Saur.
A més, tenia dos variants: 
- Amb espases: atorgada als soldats pels serveis excepcionals en batalla més enllà del compliment de deure (però que no justifiqués la concessió de la Creu de Ferro)
- Sense espases: pel servei meritori darrere del front (que també podia ser atorgada als civils).

Els receptors havien de tenir la classe més baixa de la condecoració per obtenir el nivell següent.

## Disseny
La segona classe consistia en una creu maltesa de 48mm en bronze amb els braços acabats en punta. Al centre hi havia una esvàstica envoltada per una corona de fulles de roure; mentre que al revers apareixia la xifra 1939. Les condecoracions amb espases tenien dues espases travessades entre els braços, apuntant cap a dalt. Penjava de la cinta mitjançant una anella; i es lluïa a l'esquerra del pit.
La primera classe era igual de forma i mides; però era platejada i no en bronze. El revers era pla, i es lluïa permanentment sobre la butxaca esquerra, com la Creu de Ferro de 1a classe.
La Medalla consistia en una medalla de bronze amb la imatge de la Creu del Mèrit de Guerra sense Espases a l'anvers; amb la llegenda Für Kriegsverdienst 1939 al revers.
El disseny de la Creu de Cavaller era semblant al de la 2a classe; però una mica més gran i en platejat; i es lluïa de manera similar a la Creu de Cavaller de la Creu de Ferro.
El galó de la Creu del Mèrit de Guerra era una cinta vermell-blanc-negre-blanc-vermell; és a dir, els colors de la cinta de la Creu de Ferro 1939 invertit. Els soldats que havien estat condecorats amb la Creu al Mèrit de Guerra de 2a Classes amb Espases lluïen un parell d'espases creuades sobre el galó. El galó de la Creu al Mèrit de Guerra de 2a Classe es podia lluir al tercer forat del botó de la guerrera (com el galó de la Creu de Ferro de 2a classe).

## Receptors notables de la Creu al Mèrit de Guerra

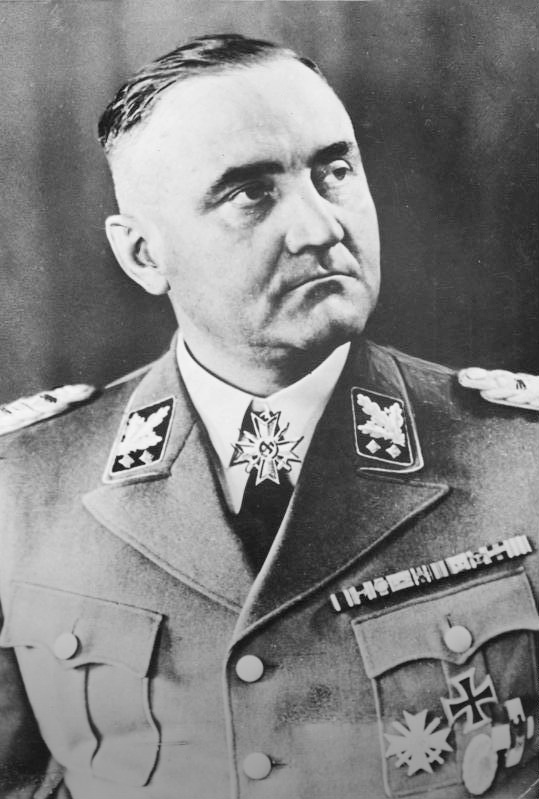
El SS-Obergruppenführer i General der Waffen-SS Gottlob Berger amb les creus de Cavaller i de 1a Classe amb Espases

- Wernher von Braun
- Philipp Bouhler
- Günther Burstyn
- Adolf Butenandt
- Kurt Daluege
- Karlfried Graf Dürckheim
- Karl von Eberstein
- Adolf Eichmann
- Reinhard Gehlen
- Otto Günsche
- Karl Hanke
- Adolf Heusinger
- Reinhard Heydrich (pòstuma)
- Franz Josef Huber
- Friedrich Jeckeln[11]
- William Joyce (Lord Haw-Haw)
- Hans Jüttner
- Ernst Kaltenbrunner
- Hasso von Manteuffel
- Dr. Josef Mengele
- Wilhelm Mohnke
- Heinrich Müller
- Egon von Neindorff
- Franz Neuhausen
- Oswald Pohl
- Ferdinand Porsche
- Walter Schellenberg
- Kurt Schmidt
- Karl Eberhard Schöngarth
- Josef Spacil
- Albert Speer